# Viburnum chinshanense
Viburnum chinshanense är en desmeknoppsväxtart som beskrevs av Karl Otto Robert Peter Paul Graebner. Viburnum chinshanense ingår i släktet olvonsläktet, och familjen desmeknoppsväxter. Inga underarter finns listade i Catalogue of Life.